# Carinodrillia alboangulata
Carinodrillia alboangulata é uma espécie de gastrópode do gênero Carinodrillia, pertencente a família Pseudomelatomidae.